# Kolódiazne (Simferòpol)
|  | Per a altres significats, vegeu «Kolódiazne». |

Kolódiazne (en (ucraïnès): Колодязне, rus: Колодязное, Kolódeznoie) és un poble de la República Autònoma de Crimea a Ucraïna, que el 2014 tenia 505 habitants. Pertany al districte de Simferòpol.